# Florian Hertweck (Schauspieler)
Florian Hertweck (* 1978 in Karlsruhe) ist ein deutscher Theater- und Filmschauspieler, Theaterregisseur und Hochschullehrer.
Nach einer Kindheit und Jugend in Karlsruhe und einem Studium der Medieninformatik an der FHTW Berlin als Stipendiat der Studienstiftung des Deutschen Volkes absolvierte Hertweck von 2002 bis 2006 eine Schauspielausbildung an der Filmuniversität Babelsberg Konrad Wolf in Potsdam. Von 2006 bis 2009 war Hertweck festes Ensemblemitglied am Theater Heidelberg. Von 2009 bis 2013 gehörte er unter Lars-Ole Walburg am Schauspiel Hannover zur Stammbesetzung. Seit 2013 ist er als freier Regisseur, Schauspieler und Musiker tätig. Von ihm produzierte Regiearbeiten wurden am Staatstheater Braunschweig, am Landestheater Tübingen, am Deutschen Schauspielhaus Hamburg, am Badischen Staatstheater Karlsruhe, am Theater Freiburg, beim Schauspiel Hannover und am Staatsschauspiel Dresden aufgeführt. 2017 wurde er Professor für Bühnenschauspiel an der Filmuniversität Babelsberg Konrad Wolf.
Hertweck wurde darüber hinaus Deutscher Vizemeister im Bikepolo.

## Filmografie (Auswahl)
- 2006: Berliner Reigen
- 2013: Millionen
- 2014: 3/4
- 2025: Spuren (Miniserie)